# 1868年8月18日日食
1868年8月18日日食是發生於協調世界時1868年8月18日的一次日全食。於當日UTC時間3時39分37.1秒開始，至6時42分30.4秒結束。該次日食食分1.0756，全食持續時間407秒。

## 觀測

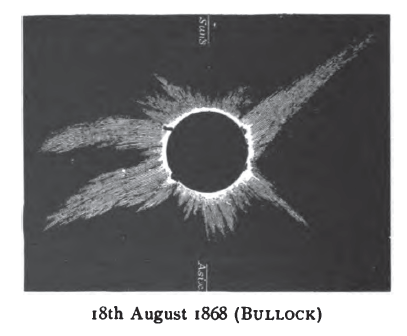
卡爾·布洛克所繪該次日食日冕。

全食發生時，卡爾·布洛克船長在西里伯斯海上，並以素描方式記錄下日冕。德國學者古斯塔夫·弗里奇則前往葉門亞丁觀測。

### 氦的發現
法國天文學家皮埃尔·让森在英屬印度馬德拉斯省貢土爾對該次日食進行觀測。這是古斯塔夫·基爾霍夫於1859年基於太陽光譜觀測所提出夫朗和斐譜線中的發射線與對應不同元素的理論後的首次日全食。讓森使用光譜儀對日食進行觀測。他注意到太陽日珥的光譜中有一條波長587.49 nm的發射線，該發射線波長與先前假設的鈉譜線不符合；並且即使不是日食發生時也能觀測到該譜線。英國天文學家诺曼·洛克耶也獨立發現了這一條譜線。而讓森和洛克耶關於該譜線的信件都於1868年10月26日由法国科学院發表。

### 拉玛四世的計算

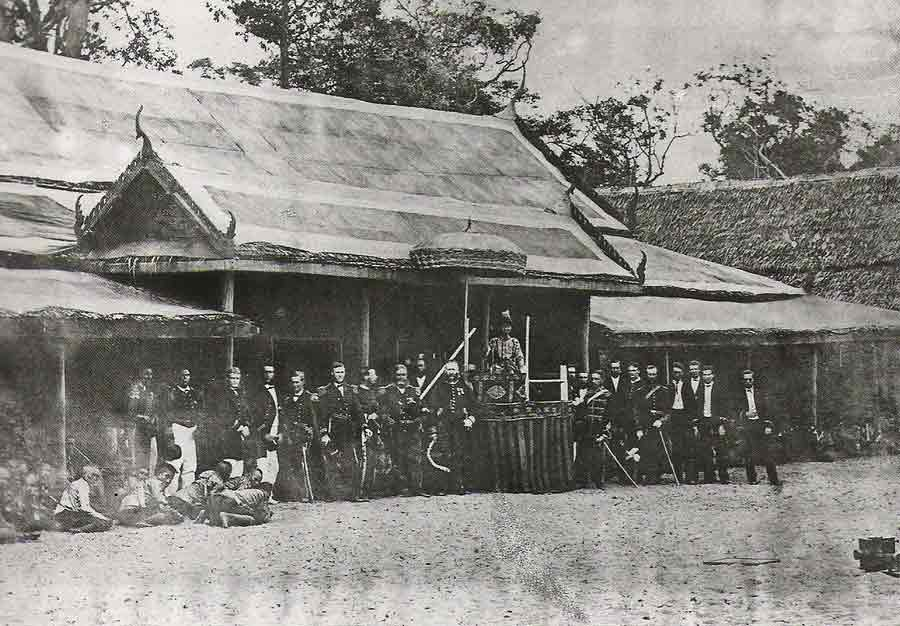
拉玛四世的日食觀測隊。

暹羅國王拉玛四世在該次日食發生前2年就經由個人計算並預測它的發生。並且他正確計算了日食發生地點、時間與類型。而日食也正如拉玛四世預測的，全食時間持續6分46秒。事實上，他的計算比一批法國天文學家更加精準2秒，並且也得到了認可。不過，宮廷占星師也預言日食代表著災難的來臨。為了盡可能接近日食本影錐的中心，拉玛四世的觀測隊選擇了蚊子繁殖的低窪地區進行觀測，造成許多參加觀測隊的人員染上瘧疾。拉玛四世回到曼谷後出現瘧疾的忽冷忽熱症狀，於1868年10月18日病逝。根據泰國天文學會資料，天文社群稱該次日食為「暹羅王的日食」（King of Siam's eclipse）。

## 相關日食
沙羅週期長度為18年11天。本次日食屬於沙羅週期133，共包含72次日食，依次為1219年7月13日至1417年11月8日的12次日偏食、1435年11月20日至1526年1月13日的6次日環食、1544年1月24日的1次全環食（亦稱混合食）、1562年2月3日至2373年6月21日的46次日全食、2391年7月3日至2499年9月5日的7次日偏食，總共歷時1280.14年。其中最長的全食發生於1850年8月7日，共持續了6分50秒。
下表列舉了1901年至2100年間發生的屬於該周期的日食，是第39至49次：
| 39             | 40             | 41            |
| -------------- | -------------- | ------------- |
| 1904年9月9日   | 1922年9月21日  | 1940年10月1日 |
| 42             | 43             | 44            |
| 1958年10月12日 | 1976年10月23日 | 1994年11月3日 |
| 45             | 46             | 47            |
| 2012年11月13日 | 2030年11月25日 | 2048年12月5日 |
| 48             | 49             |               |
| 2066年12月17日 | 2084年12月27日 |               |